# Arisem
Cet article court présente un sujet plus développé dans : Thales Communications & Security.
Arisem est une ancienne société française radiée le 20 janvier 2011 à la suite de son intégration à la société Thales Communications & Security. Fondée en 1996, Arisem est spécialisée dans les logiciels d'intelligence économique, pour traiter les données, structurées ou non, des entreprises, par des algorithmes d'analyse sémantique,. Thales rachète Arisem en 2004,.